# أشباح بيروت (فلم)
أشباح بيروت (بالإنجليزية: Phantom Beirut) هو فيلم دراما تم إنتاجه في لبنان وصدر في سنة 1998. الفيلم من إخراج غسان سلهب وكتابة غسان سلهب.

## طالع
- قائمة الأفلام اللبنانية

## روابط خارجية
- مقالات تستعمل روابط فنية بلا صلة مع ويكي بيانات